# Itacibá
Itacibá é um bairro localizado na região 3 do município de Cariacica, Espírito Santo. 